# Paloma (telenowela 1998)
Paloma (hiszp. Preciosa) – meksykańska telenowela z 1998 roku składająca się z 90 odcinków.

## Fabuła
Paloma jest piękną, 18-letnią dziewczyną. Wraz z dziadkiem, Don Tito, mieszka i pracuje w cyrku. Ona zajmuje się zwierzętami, on natomiast jest klownem. Paloma od dzieciństwa pragnie, podobnie jak jej zmarła matka, Estrelia, zostać akrobatką. Niestety, uraz kostki, przez który kuleje, jej to uniemożliwia. Dziewczyna zbiera pieniądze na operację, by móc spełnić swoje marzenia. W tym celu udaje się również do szpitala, w którym poznaje przystojnego i bogatego ortopedę, Luisa Fernanda. Oboje od pierwszych chwil zakochują się w sobie. Miłość ta jednak będzie musiała pokonać bardzo wiele przeciwności. Pieniądze na operację Palomy wykradnie wkrótce okrutny właściciel cyrku, który, jak się później okaże, jest również zamieszany w śmierć Estrelii. Między zakochanymi stanie natomiast narzeczona Luisa Fernanda, niebezpieczna Valeria, która nie cofnie się przed niczym, by zatrzymać przy sobie mężczyznę.

## Wersja polska
W Polsce telenowela była emitowana przez telewizję Polsat w latach 1999-2000.
- Opracowanie wersji polskiej: Telefilm Łódź
- Czytał: Radosław Popłonikowski

## Obsada
- Irán Castillo – Paloma 'Preciosa'
- Mauricio Islas – Luis Fernando
- Nailea Norvind – Valeria
- Felicia Mercado – Enriqueta
- Alfonso Iturralde – Roberto
- Francisco Gattorno – Álvaro
- Carmen Salinas – Mamá Pachis
- Susana González – Felina
- Rodrigo Vidal – Leonel de la Riva
- Norma Lazareno – Regina de la Riva
- Alec Von Bargen – Orlando de la Riva
- Mayrín Villanueva – Claudia Ortiz
- Héctor Suárez Gomiz – Lorenzo 'Pantera' Ortiz
- Roberto Ballesteros – Sandor
- Luis Gatica – Patricio
- Yula Pozo – Fermina
- Bertha Moss – Eduarda
- Luis Bayardo – Tito Ruiz
- Martha Ofelia Galindo – Chata
- Eduardo Antonio – Padre Juan Martin
- Osvaldo Benavides – Simon Ortiz
- Sharis Cid – Zamira
- Khotan – Ransel
- Luz Elena González – Milagros Ortiz
- Ingrid Martz – Alma San Roman
- Marcela Pezet – Lorena
- Miguel A. Cardiel – Heriberto Robles/Ariel Robles
- Liza Carvajal – Bianca
- René Casados – Gran Sabu
- Manola Diez – Ines
- Alizair Gomez – El Pirulo
- Eduardo Iduñate – Andrés
- Ana Layevska – Bit Part
- Raúl Padilla – Libaldo
- Jorge Poza – Robin
- Eduardo Rodríguez – Leopoldino
- Marieth Rodriguez – Rosalba Morantes
- Francisco Rosell – Arturo
- Diego Barquinero – klown
- David Larible – klown
- Bodokito – Finita

## Nagrody

### Premios TVyNovelas1999
| Kategoria                      | Osoby          | Wynik     |
| ------------------------------ | -------------- | --------- |
| Najlepsza aktorka drugoplanowa | Carmen Salinas | Wygrana   |
| Najlepsza młoda aktorka        | Irán Castillo  | Nominacja |
| Najlepszy młody aktor          | Mauricio Islas | Nominacja |